# Ameriški grafiti
Ameriški grafiti  (angleško American Graffiti) je ameriški komični film o odraščanju iz leta 1973, ki ga je režiral George Lucas in zanj tudi napisal scenarij skupaj z Glorio Katz in Willardom Huyckom. V glavnih vlogah nastopajo Richard Dreyfuss, Ron Howard, Paul Le Mat, Harrison Ford, Charles Martin Smith, Cindy Williams, Candy Clark, Mackenzie Phillips, Bo Hopkins in Wolfman Jack, v manjših vlogah pa tudi Suzanne Somers in Joe Spano. Dogajanje je postavljeno v kalifornijsko mesto Modesto leta 1962 in predstavlja študijo križarjenja po mestu z avtomobilom in zgodnje rock 'n' roll kulture, razširjene med predstavniki zgodnje baby boom generacije. Film podaja zgodbo preko serije vinjet, ki prikazujejo zgodbo skupine najstnikov in njihovih dogodivščin v času ene noči. 
Navdih za film je režiser dobil iz lastnega življenja v Modestu v zgodnjih 1960-tih. Ni bil uspešen pri predstavitvah ideje za film pri vlagateljih in distributerjih dokler ga ni, kot edini od večjih studiev, podprl Universal Pictures. Prvotno je snemanje potekalo v mestu San Rafael v Kaliforniji, toda dovoljenje za snemanje so jim preklicali po drugem dnevu, zato so produkcijo prestavili v bližnjo Petalumo.
Film je bil premierno prikazan 2. avgusta 1973 na Filmskem festivalu v Locarnu, v ameriških kinematografih pa devet dni kasneje. Naletel je na dobre ocene kritikov in bil na 46. podelitvi za oskarja v petih kategorijah, tudi za najboljši film, izvirni scenarij in režijo, toda oskarja ni osvojil. Osvojil pa je zlati globus za najboljši glasbeni ali komični film. S proračunom 777.000 USD je postal eden najdonosnejših filmov vseh časov. Njegov prihodek je ocenjen na preko 200 milijonov USD s prodajo vstopnic in kopij filma za ogled doma. Leta 1995 ga je ameriška Kongresna knjižnica izbrala za ohranitev v okviru Narodnega filmskega registra zavoljo njegove »kulturne, zgodovinske ali estetske vrednosti«. Leta 2007 ga je Ameriški filmski inštitut uvrstil na 62. mesto stotih najboljših ameriških filmov. Leta 1979 je Bill L. Norton posnel manj uspešno nadaljevanje filma More American Graffiti.

## Vloge
- Richard Dreyfuss kot Curt Henderson
- Ron Howard kot Steve Bolander
- Paul Le Mat kot John Milner
- Charles Martin Smith kot Terry »The Toad« Fields
- Cindy Williams kot Laurie Henderson
- Candy Clark kot Debbie Dunham
- Mackenzie Phillips kot Carol Morrison
- Wolfman Jack kot Disc Jockey
- Bo Hopkins kot Joe Young
- Manuel Padilla, Jr. kot Carlos
- Harrison Ford kot Bob Falfa
- Lynne Marie Stewart kot Bobbie Tucker
- Terry McGovern kot g. Wolfe
- Kathleen Quinlan kot Peg
- Scott Beach kot g. Gordon
- Susan Richardson kot Judy
- Kay Lenz kot Jane
- Joe Spano kot Vic
- Debralee Scott kot Falfovo dekle
- Suzanne Somers kot blondinka